# 郭朴
郭朴（1511年—1593年），字質夫，號東野，學者稱東野先生，河南彰德府安陽縣人，明朝官员，進士出身。嘉靖末，官至吏部尚書、武英殿大學士。

## 生平
嘉靖十年（1531年）辛卯科河南乡试第五十七名举人，嘉靖十四年（1535年）乙未科会试第三十一名，二甲第四名進士。选翰林院庶吉士。在翰苑多年，歷編修、侍讀、侍講、侍講學士。嘉靖三十二年（1553年）官礼部右侍郎，入直西苑。轉吏部左侍郎兼翰林院侍講學士，嘉靖四十年（1561年）冬，任吏部尚書。嘉靖四十二年（1563年）三月，守父丧，嘉靖四十四年（1565年）四月，奪情視事。嘉靖四十五年（1566年）三月，兼任武英殿大学士。隆庆元年（1567年）九月，致仕回籍，隐居安阳东郊。万历二十一年（1593年）五月十八日卒。追赠太傅，諡文簡。。翌年十一月二日葬於韩陵之阳（山南）。

## 紀念
安阳城內建有郭朴祠，建築至今尚存，為安陽市文物保護單位。

## 家族
曾祖郭銀。祖父郭玱，县主簿。父郭清，號静菴，誥封通議大夫吏部左侍郎兼翰林院侍講學士。母李氏。具庆下。弟樞、桢、栋。